# Seneca Falls
Seneca Falls és una població dels Estats Units a l'estat de Nova York. Segons el cens del 2000 tenia 6.861 habitants.

## Demografia
Segons el cens del 2000, Seneca Falls tenia 6.861 habitants, 2.870 habitatges, i 1.813 famílies. La densitat de població era de 598 habitants per km².
Dels 2.870 habitatges en un 29,1% hi vivien nens de menys de 18 anys, en un 47,9% hi vivien parelles casades, en un 10,9% dones solteres, i en un 36,8% no eren unitats familiars. En el 29,4% dels habitatges hi vivien persones soles el 13,1% de les quals corresponia a persones de 65 anys o més que vivien soles. El nombre mitjà de persones vivint en cada habitatge era de 2,37 i el nombre mitjà de persones que vivien en cada família era de 2,93.
Per edats la població es repartia de la següent manera: un 24,1% tenia menys de 18 anys, un 7,3% entre 18 i 24, un 29,9% entre 25 i 44, un 22% de 45 a 60 i un 16,7% 65 anys o més.
L'edat mediana era de 38 anys. Per cada 100 dones de 18 o més anys hi havia 90,2 homes.
La renda mediana per habitatge era de 36.543 $ i la renda mediana per família de 49.280 $. Els homes tenien una renda mediana de 35.911 $ mentre que les dones 24.268 $. La renda per capita de la població era de 18.520 $. Entorn del 7,5% de les famílies i l'11,3% de la població estaven per davall del llindar de pobresa.

## Història
El 19 de juliol de 1848 s'hi reuneix la primera Convenció dels Drets de la Dona.